# Kaan Caliskaner
Kaan Caliskaner (* 3. November 1999 in Köln) ist ein deutsch-türkischer Fußballspieler.

## Karriere
Caliskaner begann seine Fußball-Karriere zuerst beim Dünnwalder SC, danach spielte er beim SV Bergisch Gladbach 09. Im Januar 2018 wechselte der Stürmer zur U19-Mannschaft des 1. FC Köln. Nach Ablauf der Spielzeit kam er in der zweiten Mannschaft der Rheinländer zum Einsatz. Im Sommer 2020 lief der Vertrag des Angreifers aus.
Am 15. Juli 2020 unterzeichnete Caliskaner beim bayrischen Zweitligisten SSV Jahn Regensburg einen Vertrag bis 2023. Am 13. September 2020 debütierte der Mittelstürmer in der ersten Runde des DFB-Pokals gegen den Drittligisten 1. FC Kaiserslautern. In der Folge kam Caliskaner immer wieder zu Einsätzen bei der Profimannschaft des SSV. Am 30. Januar 2021 erzielte Caliskaner nach Einwechslung im Spiel gegen Darmstadt 98 (1:1) sein erstes Tor im Unterhaus. Der Treffer fiel in der Nachspielzeit.
Nach dem Abstieg seiner Mannschaft wechselte er im Sommer 2023 zum ehemaligen Ligakonkurrenten Eintracht Braunschweig. Im Januar 2024 wurde er nach Polen an Jagiellonia Białystok ausgeliehen. Im Anschluss daran wechselte er fest nach Polen zu Motor Lublin.